# Seznam objektů karlovarských lázeňských lesů a parků

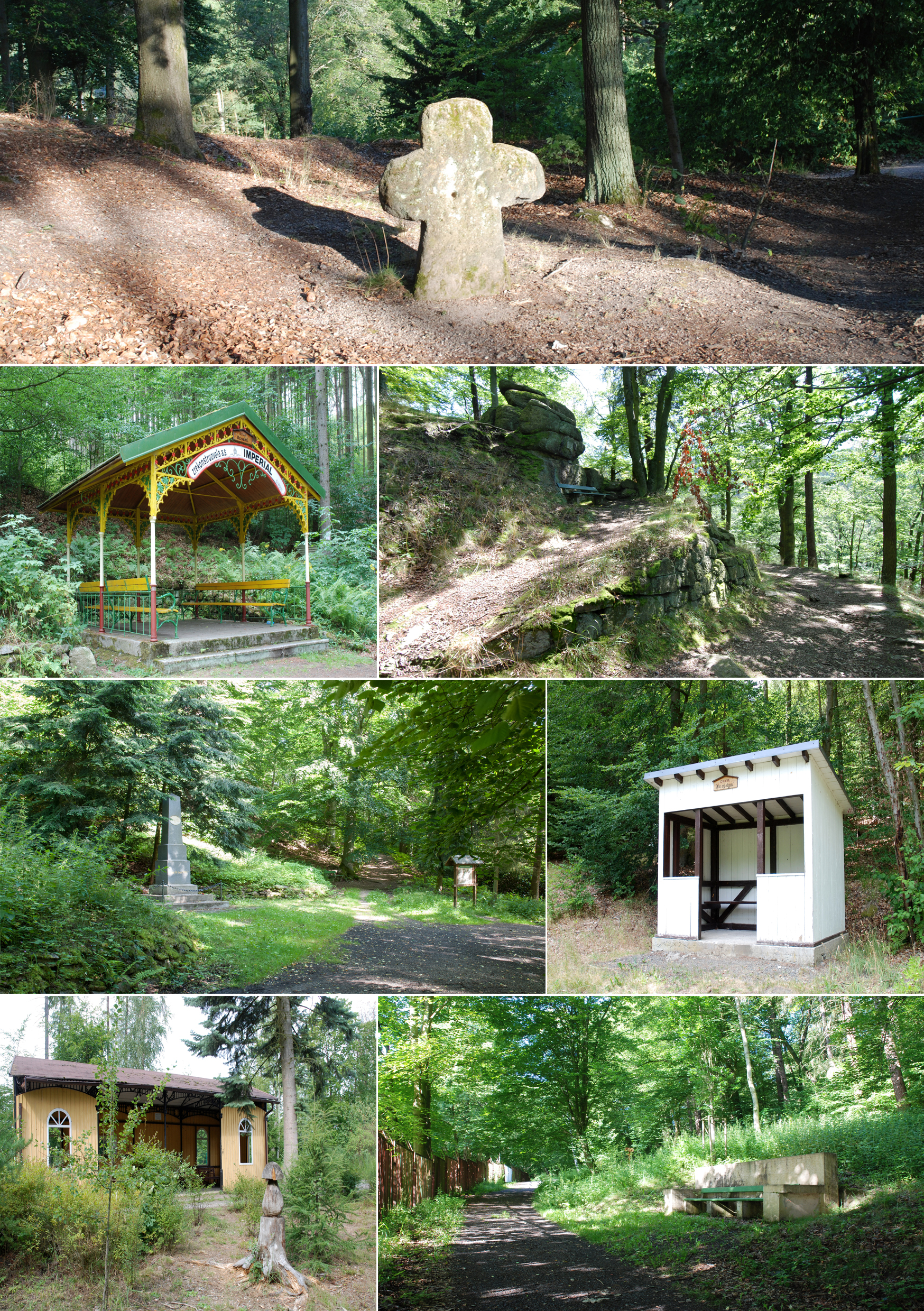
V karlovarských lázeňských lesích.
Popis odshora: smírčí kříž, altán Básníků, lavička Básníků, pomník Karla Filipa Schwarzenberga, chata Na Výsluní, Fibichův altán, lavička Allschlaraffia

Tento seznam objektů karlovarských lázeňských lesů a parků je přehledný soupis existujících objektů v Karlových Varech – jedná se o altány, pavilóny, památníky, pomníky, kapličky, kříže, lavičky, vyhlídky ap. – z nichž se většina nachází na území lázeňských lesů a parků. Tyto dvě lokality, především pak karlovarské lázeňské lesy, jsou pojmem a neodmyslitelnou součástí lázeňského města Karlovy Vary a staly se významným činitelem samotné lázeňské léčby. Celková délka lesních vycházkových cest zde činí přes 100 km. Sady a parky zde rovněž poskytují součinnost lázeňské léčbě. Jsou propojeny 4,5 km dlouhou naučnou stezkou, která vede od Smetanových sadů přes sady Dvořákovy, dále nejstarším veřejným parkem města Skalníkovými sady přes menší park na Divadelním náměstí, sady Karla IV. a Goethovou stezkou až k sadům u Poštovního dvora a parku za přírodním divadlem.
Obě území byla až do ledna 2023 spravována dvěma příspěvkovými organizacemi – Správou lázeňských parků (spravovala sady, parky, hřbitovy, kolumbárium…) a Lázeňskými lesy Karlovy Vary (spravovaly lesy, vč. vycházkových cest, altánů, křížů, pamětních desek, obelisků …). Obě tyto organizace se spojily a od 1. února 2023 pokračují pod společným názvem Lázeňské lesy a parky Karlovy Vary.

## Popis seznamu
Tabulky níže zahrnují pět sloupců. První sloupec OBJEKT obsahuje název daného objektu a v závorce upřesňuje jeho rozlišení (event. další názvy objektu, minulé či jiné současné, jsou uvedeny v posledním pátém sloupci Popis a poznámky). Sloupec též odkazuje na samostatnou stránku objektu v České Wikipedii, pokud tato existuje nebo je předpoklad, že bude vytvořena. Ve druhém sloupci FOTOGRAFIE je umístěno foto představovaného objektu, pod nímž je pomocí ikonky odkaz na kategorii ve Wikimedii Commons, která obsahuje další existující fotografie objektu. Třetí odstavec POSTAVENO informuje kdy, pokud je datum známo, byl objekt postaven, případně uvádí datum přestavby, rekonstrukce či jiné důležité úpravy. Čtvrtý sloupec POLOHA popisuje, kde se objekt nachází, uvádí zeměpisné souřadnice, popřípadě nadmořskou výšku, a odkazuje na zobrazení místa na mapě (měřítko 1 : 10000). Též odkazuje na související stránky České Wikipedie. Poslední sloupec POPIS A POZNÁMKY je určen k uvedení základních informací z pohledu historie či provedení, nebo uvádí některé zajímavosti o daném objektu. Též odkazuje na existující související stránky České Wikipedie. Informace zde nejsou podrobné, protože většina uváděných objektů v tomto seznamu má na České Wikipedii samostatnou stránku, na kterou je odkazováno z prvního sloupce tabulky.
Z výše uvedeného důvodu, tedy že většina zmiňovaných objektů má své samostatné stránky a jsou na ně odsud přímé odkazy, seznam neuvádí Reference důsledně.
V části Typizované či jednodušší chaty, sruby a přístřešky není mnoho podrobnějších informací, protože nejsou běžně k dispozici potřebné doložitelné zdroje. Chatky jsou uvedeny na internetových stránkách spravovatele, tedy společnosti Lázeňské lesy Karlovy Vary, často však také pouze názvem a fotografií.
Pozn.: V tomto seznamu nejsou uvedeny karlovarské minerální prameny ani karlovarské kolonády.

## Rozhledny
| OBJEKT                                  | FOTOGRAFIE                                                                             | POSTAVENO                           | POLOHA                                                                                                   | POPIS A POZNÁMKY |
| --------------------------------------- | -------------------------------------------------------------------------------------- | ----------------------------------- | --- | --- |
| Diana /rozhledna/                       | Foto: 29. ledna 2017 · Kategorie „Rozhledna Diana (Karlovy Vary)“ na Wikimedia Commons | 1914                                | v lázeňských lesích 556 m n. m. na Výšině přátelství 50°13′8,51″ s. š., 12°52′20,41″ v. d.               | počátek výstavby v roce 1913, slavnostní otevření 27. května 1914 (od počátku je vybavena elektrickou zdviží); za první republiky se jmenovala rozhledna „Hanse Kudlicha“ (Dr. Hans-Kudlich-Warte), po roce 1945 krátce „Benešova“; s městem je spojena lanovou dráhou kulturní památka, památkově chráněna od 31. prosince 1981, rejstř. č. ÚSKP 15221/4-4129 |
| Doubská hora (Aberg) /bývalá rozhledna/ | Foto: 19. července 2019 · Kategorie „Aberg (observation tower)“ na Wikimedia Commons   | dřevěná 1845 kamenná 1862 nová 1905 | 610 m n. m. západně od lázeňského centra nad přehradou Březová 50°12′14,31″ s. š., 12°50′47,84″ v. d.    | od roku 1845 zde stála dřevěná rozhledna s názvem „Aberg“, též „Aarberg“; roku 1862 byla postavena rozhledna kamenná, ta byla vzhledem k dezolátnímu stavu v roce 1904 stržena; nová rozhledna byla postavena roku 1905 dle architekta Ludwiga Schefflera; po roce 1945 byla přejmenována na „Gottwaldovu vyhlídku“; v roce 1995 byl objekt prodán soukromníkovi, který zde po rekonstrukci v roce 1997 otevřel hotel Aberg                                                                                  |
| Goethova /vyhlídka/                     | Foto: 9. května 2019 · Kategorie „Goethova vyhlídka“ na Wikimedia Commons              | 1888–1889                           | 638 m n. m. na výšině nad městskou částí Hůrky 50°13′26,67″ s. š., 12°54′11,71″ v. d.                    | postavena podle projektu Ferdinanda Fellnera a Hermanna Helmera; původně se jmenovala „Stefaniewarte“ (podle Štěpánky Belgické), po vzniku samostatného Československa přejmenována na „Stifterovu rozhlednu“ (po Adalbertu Stifterovi), po druhé světové válce měla od roku 1945 název „Stalinova rozhledna“ (po J. V. Stalinovi) a název „Goethova vyhlídka“ získala v roce 1957 (po Johannu Wolfgangu von Goethe) kulturní památka, památkově chráněna od 31. prosince 1981, rejstř. č. ÚSKP 15403/4-4131 |
| Karla IV. /vyhlídka/                    | Foto: 21. května 2019 · Kategorie „Vyhlidka Karla IV.“ na Wikimedia Commons            | 1877                                | na Jižním vrchu 514 m n. m. mezi Grandhotelem Pupp a Galerií umění 50°12′58,7″ s. š., 12°52′49,79″ v. d. | nejstarší karlovarská rozhledna, novogotická stavba se dvěma vyhlídkovými ochozy; původně se jmenovala „Kaiser-Franz Josefs Höhe“ (po císaři Františku Josefovi I.); vznikla jako kopie vyhlídkové věže v severoněmeckém Schleswigu kulturní památka, památkově chráněna od 31. prosince 1981, rejstř. č. ÚSKP 21667/4-4130 |

## Památníky, pomníky, sochy, busty, pamětní desky a reliéfy
| OBJEKT                                    | FOTOGRAFIE | POSTAVENO                           | POLOHA | POPIS A POZNÁMKY |
| ----------------------------------------- | --- | ----------------------------------- | --- | --- |
| Anny Fidlerové /pamětní kámen/            | Foto: 4. července 2021 · Kategorie „Memorial stone to Anna Fidlerová (Karlovy Vary)“ na Wikimedia Commons                      | 11. listopad 2019                   | v parku Anny Politkovské 50°13′42,38″ s. š., 12°52′21″ v. d.                                                          | vznikl v roce 2019 z iniciativy a zásluhou Rotary Clubu Karlovy Vary, byl slavnostně odhalen v den nedožitých stých narozenin Anny Fidlerové, 11. listopadu 2019                                                                                          |
| Ludwiga van Beethovena /pomník/           | Foto: 11. listopadu 2018 · Kategorie „Monument of Beethoven (Karlovy Vary)“ na Wikimedia Commons                               | 1929                                | v parku před hotelem Richmond 50°12′58,71″ s. š., 12°53′26,45″ v. d.                                                  | postaven na místě pomníku císaře Františka Josefa I. autor díla Hugo Uher kulturní památka, památkově chráněna od 5. února 1964, rejstř. č. ÚSKP 29321/4-893                                                                                              |
| Duch pramenů /reliéf/                     | Foto: 1931 · Kategorie „Hot springs of Karlovy Vary“ na Wikimedia Commons                                                      | 1913                                | uzavřen v lázeňském komplexu Zámecké lázně 50°13′25,93″ s. š., 12°52′57,94″ v. d.                                     | skalní reliéf představující tvář Ducha karlovarských minerálních pramenů autor díla Wenzel Hejda z Vídně památka není volně přístupná |
| Antonína Dvořáka /pomník/                 | Foto: 19. srpna 2006 · Kategorie „Statue of Antonín Dvořák in Karlovy Vary“ na Wikimedia Commons                               | 1974                                | uprostřed Dvořákových sadů v centru města 50°13′39,68″ s. š., 12°52′41,09″ v. d.                                      | bronzová socha ve stylu realismu autor díla Karel Kuneš první socha Antonína Dvořáka na území tehdejšího Československa, respektive na světě |
| Jurije Gagarina /pomník/                  | Foto: 26. dubna 2012 | 1975 nově instal. 1992              | před karlovarským letištěm v Olšových Vratech 50°12′4,32″ s. š., 12°54′47,41″ v. d.                                   | karlovarská socha byla jediným Gagarinovým pomníkem odhaleným na území tehdejšího Československa autoři díla Antonín Kuchař a Gisela Zubrová-Kuchařová socha stála původně před Vřídelní kolonádou Jurije Gagarina, od 1992 je před letištěm              |
| Johanna Wolfganga von Goethe /busta/      | Foto: 9. dubna 2011 · Kategorie „Bust of Goethe in Karlovy Vary“ na Wikimedia Commons                                          | 1883 nově instal. 1952              | při Goethově stezce nedaleko Galerie umění 50°13′4,14″ s. š., 12°53′2,38″ v. d.                                       | původní pomník stával v již neexistující Puppově aleji před hotelem Pupp autor díla Adolf Donndorf 1952 nově instalován na novém podstavci při Goethově stezce kulturní památka, památkově chráněna od 5. února 1964, rejstř. č. ÚSKP 35444/4-894         |
| Galluse von Hochberger /busta/            | Foto: 20. června 2021 · Kategorie „Bust of Gallus Ritter von Hochberger (Karlovy Vary)“ na Wikimedia Commons                   | 1890                                | vnitřní nádvoří Vojenského lázeňského ústavu 50°13′37,22″ s. š., 12°52′45,65″ v. d.                                   | pomník věnovaný karlovarskému lékaři Gallusi von Hochberger autor díla Tomáš Seidan památka není volně přístupná |
| Hygie /socha/                             | Foto: 16. února 2020 · Kategorie „Statue of Hygieia in Karlovy Vary, Vřídelní kolonáda“ na Wikimedia Commons                   | 1878                                | ve Vřídelní kolonádě 50°13′21,68″ s. š., 12°53′0,3″ v. d.                                                             | litinová socha v klasicistním slohu autor díla Vincenz Pilz kulturní památka, památkově chráněna od 5. února 1964, rejstř. č. ÚSKP 40764/4-898 |
| Hygie /socha/                             | Foto: 4. dubna 2019 · Kategorie „Statue of Hygieia in Karlovy Vary, Sadová kolonáda“ na Wikimedia Commons                      | 1955                                | ve Dvořákových sadech v Sadové kolonádě 50°13′38,22″ s. š., 12°52′44,38″ v. d.                                        | pískovcová socha autoři díla Ludmila Vojířová a Antonín Kuchař |
| Fryderyka Chopina /pomník/                | Foto: 21. května 2019 · Kategorie „Relief to Fryderyk Chopin in Karlovy Vary“ na Wikimedia Commons                             | 1908                                | v lázeňských lesích při Chopinově cestě ve stráni nad hotelem Pupp 50°13′4,8″ s. š., 12°52′55,2″ v. d.                | pamětní deska k uctění památky Chopinova pobytu v Karlových Varech v roce 1835 autor díla Antoni Popiel |
| Jelen /plastika/                          | Foto: 5. března 2007 · Kategorie „Statue of Deer Stag (Karlovy Vary)“ na Wikimedia Commons                                     | 1849–1851                           | v zahradě za hotelem Richmond 50°13′0,48″ s. š., 12°53′30,42″ v. d.                                                   | litinová socha jelena v životní velikosti, objednal ji milovník zvířat baron August von Lützow autor díla August Kiss |
| Jelení skok /Kamzík na skále/             | Foto: 21. května 2019 · Kategorie „Statue of chamois at Jelení skok“ na Wikimedia Commons                                      | původní 1851 zničena 1984 nová 1986 | v lázeňských lesích nad ulicí Stará louka 50°13′23,75″ s. š., 12°52′51,01″ v. d.                                      | skála se sochou kamzíka je jedním ze symbolů města autor původní sochy August Kiss, objednal baron August von Lützow autor současné sochy Jan Kotek |
| Karla IV. /socha/                         | Foto: 16. února 2020 · Kategorie „Statue of Charles IV in Karlovy Vary (I. P. Pavlova)“ na Wikimedia Commons                   | 1739?                               | na průčelí Městské knihovny v ulici I. P. Pavlova 50°13′41,37″ s. š., 12°52′47,2″ v. d.                               | barokní sochu daroval městu apelační rada von Schuppig jako poděkování za lázeňskou léčbu pravděpodobný autor díla byl O. J. Wenda ze Žlutic,? event. je autor neznámý kulturní památka, památkově chráněno od 5. února 1964, rejstř. č. ÚSKP 19080/4-888 |
| Karla IV. /pomník/                        | Foto: 3. července 2007 · Kategorie „Column of Charles IV in Karlovy Vary“ na Wikimedia Commons                                 | 1858                                | v sadech Jeana de Carro 50°13′24,74″ s. š., 12°53′8,28″ v. d.                                                         | pomník slavnostně odhalen 13. září 1858 během oslav 500. výročí založení města autor díla Josef Max kulturní památka, památkově chráněno od 5. února 1964, rejstř. č. ÚSKP 14564/4-889                                                                    |
| Karla IV. /socha/                         | Foto: 1. května 2007 · Kategorie „Statue of Charles IV in Karlovy Vary“ na Wikimedia Commons                                   | 1955                                | v parku před Císařskými lázněmi (Lázně I) v sadech Karla IV. 50°13′9,47″ s. š., 12°52′51,02″ v. d.                    | autor díla Otakar Švec(mimo jiné tvůrce Stalinova pomníku na pražské Letné) |
| Karla IV. /socha/                         | Foto: 9. května 2022 · Kategorie „Statue of Charles IV in Karlovy Vary (Divadelní náměstí)“ na Wikimedia Commons               | 2022                                | na Divadelním náměstí 50°13′17,42″ s. š., 12°52′55,97″ v. d.                                                          | slavnostní odhalení 7. května 2022, autor díla Michal Gabriel |
| Kniha /pomník/                            | Foto: 28. srpna 2019 · Kategorie „Kniha (památník v Karlových Varech)“ na Wikimedia Commons                                    | 1930                                | v lázeňských lesích při Sovově stezce 50°13′10,09″ s. š., 12°52′4,01″ v. d.                                           | pomník ve tvaru rozevřené kamenné knihy s děkovným nápisem na počest A. M. Heinrichové |
| Kočka /socha na sloupu/                   | Foto: 29. března 2018 · Kategorie „Rondel se sochou kočky (Karlovy Vary)“ na Wikimedia Commons                                 | 1858                                | na vysokém sloupu umístěném na rondelu v sadech Jeana de Carro 50°13′26,07″ s. š., 12°53′6,1″ v. d.                   | plastika sedící kočky na pozemku vily Lützow, nechal ji zde umístit baron August Lützow autor sochy kočky August Kiss |
| Lví hlava /plastika/                      | Foto: 5. srpna 2012 · Kategorie „Lion Head (Karlovy Vary)“ na Wikimedia Commons                                                | 1859                                | ve skále nad Slovenskou ulicí proti Galerii umění 50°13′5,23″ s. š., 12°53′10,96″ v. d.                               | skála se nachází na tehdejších Dorotiných nivách autor díla August Kiss |
| Tomáše Garrigua Masaryka /pomník/         | Foto: 1. června 2018 · Kategorie „Statue of Tomáš Garrigue Masaryk in Karlovy Vary“ na Wikimedia Commons                       | 2007                                | na pěší zóně v centru města na nároží ulic T. G. Masaryka a Dr. Davida Bechera 50°13′46,19″ s. š., 12°52′13,78″ v. d. | bronzová socha v nadživotní velikosti autor Jan Kotek v roce 2012 byl na podstavci dodatečně osazen nápis se jménem Tomáše Garrigua Masaryka |
| Adama Mickiewicze /busta/                 | Foto: 8. dubna 2018 · Kategorie „Bust of Adam Mickiewicz (Karlovy Vary)“ na Wikimedia Commons                                  | původní 1897 nová 1947              | v parku před hotelem Richmond 50°13′1,75″ s. š., 12°53′21,9″ v. d.                                                    | bronzová busta na žulovém podstavci autor původního díla Tadeusz Barącz, autor nového díla Břetislav Werner kulturní památka, památkově chráněno od 5. února 1964, rejstř. č. ÚSKP 17491/4-896                                                            |
| Nový život /socha/                        | Foto: 7. června 2022 · Kategorie „New Life statue (Karlovy Vary)“ na Wikimedia Commons                                         | provedení 1974–1976 odhalení 1989   | v parku Anny Politkovské 50°13′42,75″ s. š., 12°52′21,26″ v. d.                                                       | pískovcová plastika autoři díla akademičtí sochaři, manželé Antonín Kuchař a Erna Gizela Kuchařová-Zuberová |
| Óda na Vřídlo /pamětní deska/             | Foto: 29. června 2020 · Kategorie „Óda na Vřídlo“ na Wikimedia Commons                                                         | původní óda kolem 1500              | u Mlýnského pramene v apsidě Mlýnské kolonády 50°13′29,53″ s. š., 12°52′56,6″ v. d.                                   | text první básně oslavující karlovarské lázně a jejich minerální prameny |
| Obětem 1. a 2. světové války /pomník/     | Foto: 16. února 2020 · Kategorie „Monument to the Victims of the 1st and 2nd World Wars in Karlovy Vary“ na Wikimedia Commons  | 2000                                | na prostranství u hotelu Thermal 50°13′45,3″ s. š., 12°52′28,96″ v. d.                                                | pomník je též znám pod názvem „Oběti dvou válek“ či jen krátce „Oběti válek“ bronzová plastika autorem zvaná „Pieta“ autor díla Jan Kotek |
| Panny Marie neposkvrněného početí /socha/ | Foto: 26. dubna 2019 · Kategorie „Statue of Immaculata in Karlovy Vary-Drahovice“ na Wikimedia Commons                         | 1704 obnova 2016                    | na návrší nad křižovatkou ulic Hřbitovní a 5. května v městské části Drahovice 50°13′46,45″ s. š., 12°52′50,41″ v. d. | barokní pískovcová socha, autorsky neurčeno poblíž se nachází místo původně zvané Šibeniční vrch, kde odsouzení k popravišti stoupali právě kolem této sochy a mohli se zde před popravou pomodlit                                                        |
| Petra Velikého /busta/                    | Foto: 21. května 2019 · Kategorie „Petr I monument in Karlovy Vary“ na Wikimedia Commons                                       | 1877 ren. 2011                      | na skalisku u vyhlídky na Petrově výšině 50°13′22,25″ s. š., 12°52′45,76″ v. d.                                       | pískovcová busta v nadživotní velikosti autor díla Tomáš Seidan kulturní památka, památkově chráněna od 5. února 1964, rejstř. č. ÚSKP 24844/4-897 |
| Friedricha Schillera /pomník/             | Foto: 22. května 2019 · Kategorie „Friedrich Schiller memorial in Karlovy Vary“ na Wikimedia Commons                           | 1909 ren. 1996                      | při Goethově stezce na začátku někdejší promenády k Poštovnímu dvoru 50°13′0,94″ s. š., 12°53′17,38″ v. d.            | secesní kamenný pomník v podobě půlkruhově otevřeného sloupového altánu autor díla Friedrich Ohmann, autor reliéfu básníka Max Hiller kulturní památka, památkově chráněna od 5. února 1964, rejstř. č. ÚSKP 44871/4-895                                  |
| Bedřicha Smetany /pomník/                 | Foto: 30. června 2020 · Kategorie „Monument of Bedřich Smetana (Karlovy Vary)“ na Wikimedia Commons                            | 1949 odhalení 1950                  | v parku u Poštovního dvora 50°12′58,41″ s. š., 12°53′20,86″ v. d.                                                     | na památku prvního českého koncertu v Karlových Varech, který se uskutečnil dne 19. července 1933 v Poštovním dvoře autor díla Josef Wagner kulturní památka, památkově chráněna od 5. února 1964, rejstř. č. ÚSKP 18594/4-892                            |
| sv. Bernarda z Clairvaux /socha/          | Foto: 18 September 2021 · Kategorie „Statue of Saint Bernard of Clairvaux in Karlovy Vary“ na Wikimedia Commons                | 1706                                | na okraji Bernardovy skály u Mlýnské kolonády 50°13′33,3″ s. š., 12°52′51,79″ v. d.                                   | barokní pískovcová socha, autorsky neurčeno kulturní památka, památkově chráněno od 5. února 1964, rejstř. č. ÚSKP 28332/4-875 |
| sv. Jana Nepomuckého /socha/              | Foto: 6. října 2016 · Kategorie „Statue of John of Nepomuk near Školní lávka in Karlovy Vary“ na Wikimedia Commons             | 1728                                | na levé straně řeky Teplé na nábřeží Osvobození u Školní lávky 50°13′49,59″ s. š., 12°52′23,7″ v. d.                  | sochu darovala hraběnka Marie Markéta Valdštejnová, rozená Černínová, lázeňskému městu barokní pískovcová socha, autorsky neurčeno kulturní památka, památkově chráněna od 5. února 1964, rejstř. č. ÚSKP 45366/4-874                                     |
| sv. Jana Nepomuckého /socha/              | Foto: 12. srpna 2017 · Kategorie „Statue of John of Nepomuk at Church of Maria Magdalena in Karlovy Vary“ na Wikimedia Commons | 1746                                | u kostela sv. Máří Magdaleny 50°13′21,68″ s. š., 12°53′3,26″ v. d.                                                    | světec v životní velikosti, výška 1,9 m barokní pískovcová socha, autorsky neurčeno kulturní památka, památkově chráněno od 17. února 1972, rejstř. č. ÚSKP 38550/4-3979                                                                                  |
| Vojákům americké armády /pomník/          | Foto: 16. února 2020 · Kategorie „Monument to the Soldiers of the U. S. Army in Karlovy Vary“ na Wikimedia Commons             | 1990                                | na prostranství u hotelu Thermal 50°13′45,65″ s. š., 12°52′30,32″ v. d.                                               | uctění památky 1. pěší americké divize a 9. tankové americké divize 5. armádního sboru a 775 padlých amerických vojáků ve druhé světové válce |
| Waldbrand /pamětní kámen/                 | Foto: 17. června 2022 · Kategorie „Waldbrand (Karlovy Vary, 1818)“ na Wikimedia Commons                                        | 1818                                | v lázeňských lesích při Jezdecké cestě 50°12′58,14″ s. š., 12°50′55,83″ v. d.                                         | pamětní kámen v karlovarských lázeňských lesích u Jezdecké cesty připomíná velký požár lesa z 28. června 1818 |

## Sloupy a obelisky
| OBJEKT                               | FOTOGRAFIE | POSTAVENO                           | POLOHA | POPIS A POZNÁMKY |
| ------------------------------------ | --- | ----------------------------------- | --- | --- |
| Findlaterův /obelisk/                | Foto: 23. července 2019 · Kategorie „Findlaterův obelisk“ na Wikimedia Commons                                  | 4. 8. 1804                          | v sedle pod Výšinou přátelství v lázeňských lesích 505 m n. m. při cestě od Myslivny na rozhlednu Diana (tzv. Stará slavkovská cesta) 50°13′14,26″ s. š., 12°52′29,09″ v. d. | nechala postavit karlovarská městská rada na památku skotského hraběte Jamese Ogilvie Findlatera, který dal na své náklady zřídit či rozšířit mnohé lesní promenádní cesty; ve stráni nad Teplou nechal vystavět vyhlídkový altán                                                                         |
| Otty I. /sloup/                      | Foto: 18. srpna 2019 · Kategorie „Otto I. Column (Karlovy Vary)“ na Wikimedia Commons                           | 1852                                | ve výšce 593 m n. m. na Ottově výšině (602 m n. m.) 50°13′37,49″ s. š., 12°53′31,03″ v. d.                                                                                   | žulový sloup byl vztyčen na počest řeckého krále Otty I. – navštívil Karlovy Vary v letech 1836–1865 celkem pětkrát |
| Karla Filipa Schwarzenberga /pomník/ | Foto: 22. května 2019 · Kategorie „Monument to Karl Philipp Schwarzenberg in Karlovy Vary“ na Wikimedia Commons | původní 30. 7. 1818 současný 1991   | v parku za Poštovním dvorem na jižním okraji města 50°12′53,77″ s. š., 12°53′18,42″ v. d.                                                                                    | obelisk na počest vítěze nad Napoleonem v bitvě u Lipska c. k. polního maršála knížete Karla Filipa Schwarzenberga, místo je též nazýváno zákoutí knížete Karla Schwarzenberga |
| Tereziin /obelisk/                   | Foto: 21. května 2019 · Kategorie „Monument to Marie Thérèse of France in Karlovy Vary“ na Wikimedia Commons    | 1834                                | v lázeňských lesích v blízkosti lesní restaurace Jelení skok 50°13′22,25″ s. š., 12°52′45,76″ v. d.                                                                          | obelisk připomíná návštěvu vévodkyně Marie Terezie Charlotty d’Angoulême, která navštívila lázně v dubnu roku 1833 |
| Trojiční /sloup/                     | Foto: 2. února 2019 · Kategorie „Holy Trinity Column in Karlovy Vary“ na Wikimedia Commons                      | 1716                                | na Tržišti 50°13′23,2″ s. š., 12°52′57,81″ v. d. | též „sloup Nejsvětější Trojice“, vrcholně barokní pískovcový sloup trigonální dispozice s vrcholovým sousoším a sochami světců autoři díla Oswald Josef Wenda ve spolupráci s Andreasem A. Ingrischem a Eliasem Dammem kulturní památka, památkově chráněno od 5. února 1964, rejstř. č. ÚSKP 19913/4-873 |
| Vděčných Maďarů /obelisk/            | Foto: 18. dubna 2019 · Kategorie „Sloup vděčných Maďarů (Karlovy Vary)“ na Wikimedia Commons                    | 1883                                | v jižní části města u silnice ve svahu pod hotelem Imperial 50°13′4,04″ s. š., 12°53′15,88″ v. d.                                                                            | nechali vztyčit a věnovali lázeňskému městu vděční lázeňští hosté z Maďarska na počest karlovarských minerálních pramenů |
| Vévodů z Cambridge /sloup/           | Foto: 26. dubna 2019 · Kategorie „Sloup vévodů z Cambridge (Karlovy Vary)“ na Wikimedia Commons                 | 1834                                | u Mlýnské kolonády na Bernardově skále 50°13′32,7″ s. š., 12°52′51,72″ v. d.                                                                                                 | upomínka na někdejší časté hosty Karlových Varů, vévodu a vévodkyni z Cambridge. |
| Karlovarského Wandererklubu /sloup/  | Foto: 4. srpna 2022 · Kategorie „Monument to "Karlsbader Wanderer Club" (Karlovy Vary)“ na Wikimedia Commons    | původní 17. 5. 1874 přemístění 1932 | v lázeňských lesích při Odpolední cestě 50°12′43,46″ s. š., 12°52′24,75″ v. d.                                                                                               | upomínka na první turistický klub Karlsbader Wanderer Club v českých zemích založený 25. března 1862. |

## Kaple a kapličky
| OBJEKT                       | FOTOGRAFIE | POSTAVENO                         | POLOHA | POPIS A POZNÁMKY |
| ---------------------------- | --- | --------------------------------- | --- | --- |
| Ave Maria /kaplička/         | Foto: 22. května 2019 · Kategorie „Chapel of Ave Maria“ na Wikimedia Commons                                   | ?                                 | v lázeňských lesích při Odpolední cestě 50°12′58,41″ s. š., 12°52′28,5″ v. d.                                                                                     | z druhé strany Odpolení cesty stojí chata U Ave Maria (viz kapitola „Typizované či jednodušší chaty, sruby a přístřešky“)                                                                                    |
| Ecce homo /kaple/            | Foto: 14. července 2019 · Kategorie „Chapel of Ecce Homo (Karlovy Vary, 1897)“ na Wikimedia Commons            | 1897                              | v ulici I. P. Pavlova 50°13′52,1″ s. š., 12°52′25,02″ v. d. | též je někdy uváděna jako „kaple sv. Vavřince“ kulturní památka, památkově chráněna od 5. února 1964, rejstř. č. ÚSKP 19544/4-887                                                                            |
| Ecce homo /kaple/            | Foto: 23. července 2019 · Kategorie „Chapel of Ecce Homo (Karlovy Vary, 1900)“ na Wikimedia Commons            | 1900                              | v lázeňských lesích pod Výšinou přátelství, 477 m n. m. 50°13′1,38″ s. š., 12°52′39,61″ v. d.                                                                     | stojí u významné křižovatky několika lesních cest poblíž dřevěného Chopinova altánu, nachází se zde i kamenná Aranyho lavička kulturní památka, památkově chráněna od 19. ledna 2022, rejstř. č. ÚSKP 106803 |
| Lesní pobožnost              | Foto: 7. dubna 2016 · Kategorie „Lesní pobožnost (Karlovy Vary)“ na Wikimedia Commons                          | 1910                              | v lázeňských lesích při Russelově cestě pod Russelovou skálou 50°13′2,1″ s. š., 12°51′59,97″ v. d.                                                                | stylizovaný oltář v podobě kamenné mohyly |
| Panny Marie Bolestné /kaple/ | Foto: 22. května 2019 · Kategorie „Chapel of the Virgin Mary (Karlovy Vary)“ na Wikimedia Commons              | 1689? 1700? 1885–1886 přestavba   | v lázeňských lesích za hotelem Pupp 50°13′9,19″ s. š., 12°52′40,44″ v. d.                                                                                         | známa též pod názvem „Mariánská kaple“ původně barokní, později přestavěna v novogotickém stylu zřízena hraběnkou Terezií Šternberkovou, podle jiného zdroje hrabětem ze Sternbergu a jeho chotí             |
| Sv. Anny /kaple/             | Foto: 21. května 2019 · Kategorie „Chapel of Saint Anne (Karlovy Vary) - Schwarzs chapel“ na Wikimedia Commons | 18. století? nově 18. října 2007  | na malém návrší při rozcestí ulic Zámecký vrch, Petra Velikého a jedné z cest karlovarských lázeňských lesů – Sovovy cesty 50°13′29,83″ s. š., 12°52′43,64″ v. d. | původní jméno „Schwarzova kaple“, na své náklady nechal postavit karlovarský občan Kašpar Schwarz kulturní památka, památkově chráněna od 5. února 1964, rejstř. číslo ÚSKP 18326/4-886                      |
| Sv. Vavřince /kaple/         | Foto: 3. prosince 2019 · Kategorie „Chapel of Saint Lawrence (Karlovy Vary)“ na Wikimedia Commons              | 18. století obnova 1855 rek. 2010 | v Tylově ulici jižně nad centrem města 50°13′13,94″ s. š., 12°52′59,07″ v. d.                                                                                     | výklenková barokní kaple |
| U Obrazu /kaplička/          | Foto: 15. února 2017 · Kategorie „Altán U obrazu (Karlovy Vary)“ na Wikimedia Commons                          | 1900                              | v lázeňských lesích u křižovatky lesních cest 50°12′30,07″ s. š., 12°51′24,17″ v. d.                                                                              | stojí na bývalém poutním místě, nachází se zde též altán U Obrazu a historická kamenná lavička U Obrazu |

## Kříže a křížky
| OBJEKT                                      | FOTOGRAFIE | POSTAVENO                          | POLOHA | POPIS A POZNÁMKY |
| ------------------------------------------- | --- | ---------------------------------- | --- | --- |
| Bílý kříž /vzpomínkové místo/               | Foto: 11. června 2019 · Kategorie „Bílý kříž (Karlovy Vary)“ na Wikimedia Commons                                         | ?                                  | v lázeňských lesích mezi Nerudovou a Rohanovou cestou na žulové skále u bezejmenné lesní stezky 50°13′19,04″ s. š., 12°51′54,17″ v. d.                     | |
| Jánský kříž /vzpomínkové místo/             | Foto: 6. srpna 2020 · Kategorie „Jánský kříž (Karlovy Vary)“ na Wikimedia Commons                                         | původní 1938 obnova 2001 sokl 2010 | u rozcestí nad hájovnou v Drahovicích 50°13′50,55″ s. š., 12°54′48″ v. d.                                                                                  | kříž nechal v roce 1938 postavit lesník Josef Binder jako výraz díků za vyléčení; po druhé světové válce kříž zanikl, obnoven byl 7. září 2001, roku 2010 byla základna kříže zpevněna kamenným soklem |
| Keglevičův kříž /vyhlídka/                  | Foto: 22. dubna 2019 · Kategorie „Keglevičův kříž“ na Wikimedia Commons                                                   | původní 1795                       | v lázeňských lesích na vrcholu žulového ostrohu nad levým břehem řeky Teplé u hotelu Pupp 50°13′14,36″ s. š., 12°52′42,3″ v. d.                            | nechalo postavit město na náklady maďarského hraběte Sigmunda Keglewicze z Buzinu, velkoprobošta z Granu (Ostřihom) |
| Pamětní kříž v Drahovicích                  | Foto: 6. ledna 2020 · Foto: 30. srpna 2019 · Kategorie „Penitence cross in Karlovy Vary-Drahovice“ na Wikimedia Commons   | 1624                               | ve Hřbitovní ulici v Drahovicích poblíž sochy Panny Marie neposkvrněného početí 50°13′45,81″ s. š., 12°52′54,06″ v. d.                                     | v centrálním registru kamenných křížů evidován pod č. 1037 původní kříž vznikl roku 1624, roku 1965 zničen vandaly (jeho torzo uvádí horní obrázek); stávající pamětní kříž postaven roku 2000 |
| Pamětní kříž v Drahovicích                  | Foto: 6. ledna 2020 · Foto: 30. srpna 2019 · Kategorie „Penitence cross in Karlovy Vary-Drahovice“ na Wikimedia Commons   | 2000                               | ve Hřbitovní ulici v Drahovicích poblíž sochy Panny Marie neposkvrněného početí 50°13′45,81″ s. š., 12°52′54,06″ v. d.                                     | v centrálním registru kamenných křížů evidován pod č. 1037 původní kříž vznikl roku 1624, roku 1965 zničen vandaly (jeho torzo uvádí horní obrázek); stávající pamětní kříž postaven roku 2000 |
| Petrova vyhlídka                            | Foto: 21. května 2019 · Kategorie „Petr Veliký lookout“ na Wikimedia Commons                                              | 1877                               | v lázeňských lesích na Petrově výšině 489 m n. m. západně nad centrem města 50°13′21,92″ s. š., 12°52′45,91″ v. d.                                         | upomínka na ruského cara Petra I., který v lázních dvakrát (1711 a 1712) pobýval |
| Rohanův kříž /vyhlídka/                     | Foto: 17. srpna 2019 · Kategorie „Rohan cross (Karlovy Vary)“ na Wikimedia Commons                                        | 1878                               | v lázeňských lesích na malém pahorku nad Sokolským vrchem 50°13′31,12″ s. š., 12°52′3,04″ v. d.                                                            | vztyčen jako poděkování vzácnému lázeňskému hostu knížeti Camilu Rohanovi (1800–1892) vytvoření a umístění kříže financovala neteř knížete Rohana |
| Smírčí kříž č. 0004                         | Foto: 7. listopadu 2019 · Kategorie „Penitence cross in Karlovy Vary – Na Milíři“ na Wikimedia Commons                    | 17. století? 18. století?          | u cesty Na Milíři na pozemku hotelu Bellevue přibližné 50°13′13,4″ s. š., 12°53′23,8″ v. d.                                                                | v centrálním registru kamenných křížů evidován pod č. 0004 kulturní památka, památkově chráněn od 5. února 1964, rejstř. číslo ÚSKP 32854/4-900 |
| Smírčí kříž č. 0005                         | Foto: 25. července 2019 · Kategorie „Penitence cross in Karlovy Vary – at Findlater Obelisk“ na Wikimedia Commons         | 1467? 1567?                        | v lázeňských lesích u Staré slavkovské cesty poblíž Findlaterova obelisku nedaleko stanice lanové dráhy Jelení skok 50°13′14,26″ s. š., 12°52′29,09″ v. d. | v centrálním registru kamenných křížů evidován pod č. 0005 kulturní památka, památkově chráněn od 3. února 1992, rejstř. číslo ÚSKP 19874/4-4760 |
| Tři kříže /vyhlídka/                        | Foto: 9. února 2011 · Kategorie „Tři kříže (Karlovy Vary)“ na Wikimedia Commons                                           | 1640?                              | v lázeňských lesích na vrcholu Tříkřížového vrchu 50°13′38,25″ s. š., 12°53′11,47″ v. d.                                                                   | Tříkřížový vrch – původní název Buková hora tři velké dřevěné kříže byly vztyčeny jako výraz úspěšné rekatolizace ve městě a kraji |
| U Křížku /vzpomínkové místo/                | Foto: 21. července 2019 · Kategorie „U Křížku (chata)“ na Wikimedia Commons                                               | ?                                  | v lázeňských lesích na buku u rozcestí lesních cest 50°12′20,07″ s. š., 12°51′7,25″ v. d.                                                                  | na témže rozcestí stojí chata U Křížku (viz kapitola „Typizované či jednodušší chaty, sruby a přístřešky“) a též lavička U Křížku (viz kapitola „Lavičky a sedátka“) |
| U Křížku /vzpomínkové místo/                | Foto: 28. srpna 2019 · Kategorie „Na Skalce (chata)“ na Wikimedia Commons                                                 | ?                                  | v lázeňských lesích při Tuhnické cestě u vyhlídky Na Skalce 50°13′10,63″ s. š., 12°50′27,28″ v. d.                                                         | poblíž stojí chata Na Skalce (viz kapitola „Typizované či jednodušší chaty, sruby a přístřešky“) |
| Zákoutí bratří Russellů /vzpomínkové místo/ | Foto: 3. července 2020 · Foto: 3. července 2020 · Kategorie „Zákoutí bratří Russellů (Karlovy Vary)“ na Wikimedia Commons | 1849?                              | v lázeňských lesích při Russelově cestě nad Lesní pobožností 50°13′2,27″ s. š., 12°51′58,46″ v. d.                                                         | místo je pojmenováno po bratrech Russellových, Arthurovi a Odovi, synovcích britského šlechtice a státníka Johna Russella; kdysi zde bývala vyhlídka, ta však již ztratila svůj význam díky vzrostlému lesnímu porostu (poznámka: Anglické příjmení Russell je správně psáno s dvojitým „l“. Pokud se vyskytuje v německých či českých pramenech, je většinou psáno s jednoduchým „l“) |
| Zákoutí bratří Russellů /vzpomínkové místo/ | Foto: 3. července 2020 · Foto: 3. července 2020 · Kategorie „Zákoutí bratří Russellů (Karlovy Vary)“ na Wikimedia Commons | ?                                  | v lázeňských lesích při Russelově cestě nad Lesní pobožností 50°13′2,27″ s. š., 12°51′58,46″ v. d.                                                         | místo je pojmenováno po bratrech Russellových, Arthurovi a Odovi, synovcích britského šlechtice a státníka Johna Russella; kdysi zde bývala vyhlídka, ta však již ztratila svůj význam díky vzrostlému lesnímu porostu (poznámka: Anglické příjmení Russell je správně psáno s dvojitým „l“. Pokud se vyskytuje v německých či českých pramenech, je většinou psáno s jednoduchým „l“) |

## Pavilóny, gloriety, altány a větší chaty
| OBJEKT                     | FOTOGRAFIE                                                                                | POSTAVENO                             | POLOHA | POPIS A POZNÁMKY |
| -------------------------- | ----------------------------------------------------------------------------------------- | ------------------------------------- | --- | --- |
| Básníků /altán/            | Foto: 31. července 2019 · Kategorie „Básníků (altán)“ na Wikimedia Commons                | ?                                     | v lázeňských lesích pod Vítkovou horou u Beethovenovy cesty 50°12′25,78″ s. š., 12°53′26,89″ v. d.                                                                                   | otevřený litinový altán, zdoben litinovými květy a hroznovými listy v minulosti znám pod názvy „Heroldovo zátiší“, „Železný altán“ či „chata Lesníků“ |
| Beethovenův /altán/        | Foto: 31. července 2019 · Kategorie „Beethovenův altán“ na Wikimedia Commons              | současný 1984                         | v lázeňských lesích na rozcestí Okružní a Beethovenovy cesty 50°12′44,24″ s. š., 12°53′2,61″ v. d.                                                                                   | otevřený altán, stavbu navrhl zaměstnanec Lázeňských lesů Karlovy Vary, truhlář a tesař Jan Radosta; původní altán postaven v upomínku na karlovarský koncert skladatele Ludwiga van Beethovena                                                                         |
| Bellevue /altán/           | Foto: 2. srpna 2019 · Kategorie „Bellevue (altán)“ na Wikimedia Commons                   | původní 1834 přestavba 1885           | na návrší 450 m n. m. v parku městské části Drahovice 50°13′46,59″ s. š., 12°52′41,8″ v. d.                                                                                          | otevřený kruhový altán, původně vyhlídkový na otevřeném návrší |
| Camera obscura /altán/     | Foto: 29. března 2018 · Kategorie „Camera obscura (altán)“ na Wikimedia Commons           | nový 1997                             | v lázeňských lesích na plošině bývalé Rudolfovy výšiny na Tříkřížovém vrchu 50°13′41,06″ s. š., 12°53′4,54″ v. d.                                                                    | dřevěný vyhlídkový altán na místě původního z 19. století (promítány světelné obrazy krajiny) |
| České sedátko /altánek/    | Foto: 30. června 2020 · Kategorie „České sedátko“ na Wikimedia Commons                    | počátek 19. století (do roku 1810)    | nad Slovenskou ulicí u řeky Teplá 50°13′5,71″ s. š., 12°53′10,85″ v. d. | nechal postavit skotský hrabě lord James Ogilvie Findlater vyhlídkový altánek je znám též pod názvem „Paraplíčko“ |
| Diana /restaurace/         | Foto: 22. dubna 2023 · Kategorie „Café-Restaurant Freundschaftshöhe“ na Wikimedia Commons | 1914                                  | na vrcholu Výšiny přátelství, 556 m n. m. 50°13′7,6″ s. š., 12°52′17,56″ v. d. | projekt vypracoval architekt Anton Breinl, pracovník městského stavebního úřadu, při zpracování zakázky spolupracoval s místním architektem a stavitelem Heinrichem Johannem Viethem                                                                                    |
| Dorotin /altán/            | Foto: 18. dubna 2019 · Kategorie „Dorotin altán“ na Wikimedia Commons                     | 1791 rek. 1989                        | nad Slovenskou ulicí u řeky Teplé 50°13′4,19″ s. š., 12°53′14,07″ v. d. | byl též nazýván „chrámek kněžny Kuronské“; empírový sloupcový altán, nejstarší v Karlových Varech, nechal postavit hrabě Kristián Filip Clam-Gallas pro vévodkyni Dorotheu Kuronskou kulturní památka, památkově chráněno od 5. února 1964, rejstř. č. ÚSKP 34295/4-879 |
| Dorotka /pavilon/          | Foto: 19. dubna 2019 · Kategorie „Pramen Dorotka (Karlovy Vary)“ na Wikimedia Commons     | ?                                     | nedaleko hotelu Richmond v ulici U Imperiálu nad bývalými Plynnými a slunečními lázněmi (Lázně VI) 50°13′6,02″ s. š., 12°53′18,55″ v. d.                                             | v suterénu vyvěrá pramen Dorotka, není využíván k léčebným účelům, je součástí sítě monitorovacích stanic plynu v západočeském regionu |
| Fibichův /altán/           | Foto: 28. srpna 2019 · Kategorie „Fibichův altán“ na Wikimedia Commons                    | ? rek. 1996                           | v lázeňských lesích u křižovatky lesních cest (Sovova, Rohanova, Doubská, Jezdecká (v oboře), Lesmistrova a Nerudova) 50°13′6,68″ s. š., 12°51′38,65″ v. d.                          | jeden z největších lesních altánů v lázeňských lesích |
| Findlaterův /altán/        | Foto: 22. května 2019 · Kategorie „Findlaterův altán“ na Wikimedia Commons                | 1801                                  | v lázeňských lesích ve stráni na úbočí Jižního vrchu 50°12′56,76″ s. š., 12°52′46,85″ v. d.                                                                                          | romantický antický sloh, průchozí zděná sloupová stavba, na zakázku skotského hraběte lorda Jamese Ogilvie Findlatera, nejstarší altán na území lázeňských lesů kulturní památka, památkově chráněno od 5. února 1964, rejstř. č. ÚSKP 25325/4-878                      |
| Chopinův /altán/           | Foto: 23. července 2019 · Kategorie „Chopinův altán“ na Wikimedia Commons                 | ?                                     | v lázeňských lesích na rozcestí cest v sedle pod Výšinou přátelství 50°13′0,59″ s. š., 12°52′39,32″ v. d.                                                                            | typický lázeňský altán, dřevěná profilovaná konstrukce v jeho blízkosti se nachází kaple Ecce homo z roku 1900 (viz kapitola „Kaple a kapličky“) a Aranyho lavička (viz kapitola „Lavičky a sedátka“)                                                                   |
| Jungmannův /altán/         | Foto: 21. července 2019 · Kategorie „Jungmannův altán“ na Wikimedia Commons               | 2014                                  | v lázeňských lesích nad přehradou Březová na kamenném vrcholku 535 m n. m. 50°11′59,97″ s. š., 12°50′34,53″ v. d.                                                                    | postaven v rámci česko-bavorského projektu Příroda spojuje jednoduchý dřevěný vyhlídkový altán, u altánu se nachází dřevěná zvonička |
| Aloise Kleina /altán/      | Foto: 19. dubna 2019 · Kategorie „Pramen Štěpánka“ na Wikimedia Commons                   | 1997                                  | na levém břehu řeky Teplé v parku před hotelem Richmond 50°13′0,01″ s. š., 12°53′23,76″ v. d.                                                                                        | osmiboký dřevěný altán ve švýcarském stylu nad vývěrem minerálního pramene Štěpánka |
| Kristýna /altán/           | Foto: 21. května 2019 · Kategorie „Kristýna lookout“ na Wikimedia Commons                 | 2004                                  | v lázeňských lesích na skalním ostrohu západně nad centrem města 50°13′23,79″ s. š., 12°52′47,79″ v. d.                                                                              | osmiboký altán otevřený k přístupové cestě od restaurace Jelení skok k altánu se váže legenda o Kristýně |
| Libušina /chata/           | Foto: 31. července 2019 · Kategorie „Libušina chata“ na Wikimedia Commons                 | 1959                                  | v lázeňských lesích pod Vítkovým vrchem u Beethovenovy cesty 50°12′32,9″ s. š., 12°53′7,9″ v. d.                                                                                     | otevřená dřevěná chata s výraznou protáhlou sešikmenou střechou |
| Mayerův /gloriet/          | Foto: 23. srpna 2016 · Kategorie „Mayerův gloriet“ na Wikimedia Commons                   | 1804                                  | na skalním ostrohu u Jeleního skoku nad lázeňským centrem města 50°13′21,72″ s. š., 12°52′47,66″ v. d.                                                                               | osmiboký dřevěný vyhlídkový altán, znám rovněž pod názvem „vyhlídka Jelení skok“ pojmenován po svém zakladateli, karlovarském rodákovi a vídeňském obchodníkovi Mayerovi                                                                                                |
| Na Výšině /altán/          | Foto: 4. srpna 2019 · Kategorie „Na Výšině (altán)“ na Wikimedia Commons                  | ?                                     | v lázeňských lesích při Okružní cestě 50°12′8,33″ s. š., 12°52′33,19″ v. d. | dřevěný osmiboký sloupový altán, původní název „altán Nad Březovou“ v blízkosti se nachází Waltrova chata |
| Panorama /altán/           | Foto: 6. ledna 2020 · Kategorie „Panorama (altán)“ na Wikimedia Commons                   | 1844?                                 | v lázeňských lesích ve stráni Bukové hory poblíž úpatí Tříkřížového vrchu 50°13′33,86″ s. š., 12°53′5,08″ v. d.                                                                      | historická vyhlídka na mohutných základech |
| Pramene Svoboda /pavilon/  | Foto: 27. července 2008 · Kategorie „Pramen Svoboda“ na Wikimedia Commons                 | 1877                                  | v centru lázeňské části města mezi budovou Lázní III a Mlýnskou kolonádou 50°13′33,85″ s. š., 12°52′50,81″ v. d.                                                                     | osmiboký dřevěný altán nad pramenem Svoboda |
| Přátelství /chata/         | Foto: 28. srpna 2019 · Kategorie „Přátelství (chata)“ na Wikimedia Commons                | ?                                     | v lázeňských lesích u cesty Přátelství 50°12′56,05″ s. š., 12°52′5,05″ v. d. | větší vycházková chata s dlouhou lavicí |
| Rusalka /chata/            | Foto: 17. července 2019 · Kategorie „Rusalka (chata)“ na Wikimedia Commons                | původní 1810 přestavba 1906 rek. 2008 | v lázeňských lesích ve svahu 554 m n. m. nad levým břehem řeky Teplé 50°12′49,97″ s. š., 12°52′9,45″ v. d.                                                                           | stavba se zastřešenou vyhlídkovou terasou a sloupovou předsíní původní altán s názvem „Belveder“ nechal postavit 1810 hrabě Chotek, 1906 byl vystavěn dnešní altán s názvem „Maurigova chata“, později přejmenován na chatu Rusalka                                     |
| Rybářská bašta /altán/     | Foto: 28. srpna 2019 · Kategorie „Rybářská bašta (altán)“ na Wikimedia Commons            | původní 2003 přestavba 2015           | v lázeňských lesích na břehu rybníka Linhart 50°12′42,65″ s. š., 12°50′57,12″ v. d.                                                                                                  | slouží jako turistický přístřešek i k pořádání společenských akcí v přírodě |
| U Obrazu /altán/           | Foto: 31. července 2020 · Kategorie „Altán U obrazu (Karlovy Vary)“ na Wikimedia Commons  | 1894                                  | v lázeňských lesích na bývalém poutním místě u rozcestí tří lesních cest (cesta Přátelství, pěšina Karla Čapka a bezejmenná pěšina od Březové) 50°12′29,36″ s. š., 12°51′23,7″ v. d. | dřevěný vycházkový bohatě zdobený altán; nechala postavit karlovarská městská rada nachází se zde též kaplička U Obrazu a lavička U Obrazu |
| U Tří křížů /altán/        | Foto: 29. března 2018 · Kategorie „Altán U Tří křížů (Karlovy Vary)“ na Wikimedia Commons | původní 2000 přestavba 2006           | v lázeňských lesích 554 m n. m. na vrcholu Tříkřížového vrchu 50°13′37,73″ s. š., 12°53′10,98″ v. d.                                                                                 | zastřešený dřevěný vyhlídkový altán postavený na střeše betonové pozorovatelny z druhé světové války, též je nazýván „vyhlídka Tři kříže“ |
| Vídeňské sedátko /altán/   | Foto: 5. srpna 2020 · Kategorie „Vídeňské sedátko“ na Wikimedia Commons                   | 1840                                  | na severní straně areálu hotelu Imperial 50°13′8,37″ s. š., 12°53′8,99″ v. d. | zděný rondel postavený z iniciativy donátorů ze Společnosti lázeňských hostů z Vídně |
| V sadech Karla IV. /altán/ | Foto: 5. ledna 2020 · Kategorie „Sady Karla IV.“ na Wikimedia Commons                     | ?                                     | v sadech Karla IV. 50°13′9,44″ s. š., 12°52′49,09″ v. d. | dřevěný altán |

## Typizované či jednodušší chaty, sruby a přístřešky
| OBJEKT                                      | FOTOGRAFIE                                                                                 | POSTAVENO              | POLOHA | POPIS A POZNÁMKY |
| ------------------------------------------- | ------------------------------------------------------------------------------------------ | ---------------------- | --- | --- |
| Bezejmenná /chata/                          | Foto: 4. srpna 2019 · Kategorie „Bezejmenná (chata)“ na Wikimedia Commons                  | 1981                   | v lázeňských lesích při Okružní cestě 50°11′46,03″ s. š., 12°53′6,69″ v. d.                                     | byla postavena na místě původního objektu |
| Čapkova /chata/                             | Foto: 31. srpna 2019 · Kategorie „Čapkova (chata)“ na Wikimedia Commons                    | 1983                   | v lázeňských lesích u Slovenské ulice poblíž Gejzírparku 50°12′34,78″ s. š., 12°52′17,49″ v. d.                 | |
| Doubská /chata/                             | Foto: 28. srpna 2019 · Kategorie „Doubská (chata)“ na Wikimedia Commons                    | 1981                   | v lázeňských lesích u rozcestí Doubské cesty s Tuhnickou 50°12′44,98″ s. š., 12°50′15,22″ v. d.                 | |
| Drahovice /chata/                           | Foto: 2. srpna 2019 · Kategorie „Drahovice (chata)“ na Wikimedia Commons                   | 1983                   | v lázeňských lesích poblíž myslivny v Drahovicích 50°13′51,54″ s. š., 12°54′8,1″ v. d.                          | |
| Ferdy Mravence /altán/                      | Foto: 31. srpna 2019 · Kategorie „Ferdy Mravence (altán)“ na Wikimedia Commons             | 1. 6. 2001             | v lázeňských lesích na úpatí severního svahu Tříkřížového vrchu 50°13′46,39″ s. š., 12°53′38,4″ v. d.           | dětské lesní hřiště s altánem Ferdy Mravence v Drahovicích bylo postaveno na místě, kam si chodily hrát děti z mateřské školy; realizátor, společnost Lázeňské lesy Karlovy Vary, předal dětem hřiště symbolicky na den dětí dne 1. června 2001 |
| Gogolova /chata/                            | Foto: 18. srpna 2019 · Kategorie „Gogolova (chata)“ na Wikimedia Commons                   | ?                      | v lázeňských lesích pod Goethovou vyhlídkou 50°13′34,84″ s. š., 12°53′57,92″ v. d.                              | |
| Hubertus /chata/                            | Foto: 6. srpna 2020 · Kategorie „Hubertus (chata)“ na Wikimedia Commons                    | původní 1961 nová 1982 | v lázeňských lesích poblíž střelnice Policie České republiky 50°14′9,93″ s. š., 12°55′9,83″ v. d.               | |
| Jezdecká /chata/                            | Foto: 28. srpna 2019 · Kategorie „Jezdecká (chata)“ na Wikimedia Commons                   | 1983                   | v lázeňských lesích u Jezdecké cesty 50°13′2,62″ s. š., 12°50′58,64″ v. d.                                      | |
| Kazatelna /vyhlídková chata/                | Foto: 17. srpna 2019 · Kategorie „Kazatelna (chata)“ na Wikimedia Commons                  | ?                      | v lázeňských lesích nad údolím řeky Teplé 50°12′42,6″ s. š., 12°51′59,07″ v. d.                                 | |
| Křižíkova /chata/                           | Foto: 28. července 2019 · Kategorie „Křižíkova (chata)“ na Wikimedia Commons               | 1975                   | v lázeňských lesích u Křižíkovy cesty 50°13′15,66″ s. š., 12°52′2,5″ v. d.                                      | postavena na místě původního objektu |
| Lesní pobožnost /chata/                     | Foto: 16. července 2019 · Kategorie „Lesní pobožnost (chata)“ na Wikimedia Commons         | ?                      | v lázeňských lesích u zátiší Lesní pobožnost 50°13′1,88″ s. š., 12°52′0,89″ v. d.                               | v roce 1990 po vichřici ležel na její střeše strom v roce 1994 financovalo opravu chaty vydavatelství Promenáda |
| Luční bouda /chata/                         | Foto: 28. srpna 2019 · Kategorie „Luční (chata)“ na Wikimedia Commons                      | ?                      | v lázeňských lesích u Sovovy cesty 50°12′48,36″ s. š., 12°51′22,29″ v. d.                                       | |
| Myslivců /chata/                            | Foto: 31. července 2020 · Kategorie „Myslivců (chata)“ na Wikimedia Commons                | 1983                   | v lázeňských lesích u Jungmannovy cesty 50°11′58,99″ s. š., 12°51′55,65″ v. d.                                  | přenesena z jiného místa |
| Na Hřišti /chata/                           | Foto: 26. srpna 2019 · Kategorie „Na Hřišti (chata)“ na Wikimedia Commons                  | 1975                   | v lázeňských lesích u louky (bývalé volejbalové hřiště) nad Galerií umění 50°12′52,63″ s. š., 12°53′9,69″ v. d. | postavena na místě původního objektu, po dokončení bylo k dispozici ohniště, dřevěné posezení a několik dřevěných lůžek na slunění stojí u Branaldovy cesty u tzv. „Slunečních lázní“                                                           |
| Na Rozcestí /chata/                         | Foto: 4. srpna 2019 · Kategorie „Na Rozcestí (chata)“ na Wikimedia Commons                 | 1975                   | v lázeňských lesích u Okružní cesty na rozcestí s cestou vedoucí do Hájů 50°11′35,58″ s. š., 12°53′16,98″ v. d. | |
| Na Skalce /chata/                           | Foto: 28. srpna 2019, čerstvě natřeno · Kategorie „Na Skalce (chata)“ na Wikimedia Commons | 1981                   | v lázeňských lesích u Tuhnické cesty 50°13′10,64″ s. š., 12°50′26,56″ v. d.                                     | chata u vyhlídky s výhledem na Dvory, na karlovarské dostihové závodiště |
| Na Výsluní /chata/                          | Foto: 21. července 2019 · Kategorie „Na Výsluní (chata)“ na Wikimedia Commons              | ?                      | v lázeňských lesích u Jungmannovy cesty 50°12′11,8″ s. š., 12°51′14,84″ v. d.                                   | |
| Na Zátiší /chata/                           | Foto: 4. srpna 2019 · Kategorie „Na Zátiší (chata)“ na Wikimedia Commons                   | 1982                   | v lázeňských lesích u Okružní cesty 50°12′6,1″ s. š., 12°52′47,31″ v. d.                                        | chata byla postavena na místě staršího objektu |
| Nad Lomem /vyhlídkový přístřešek/           | Foto: 21. července 2019 · Kategorie „Nad Lomem (vyhlídka)“ na Wikimedia Commons            | ?                      | v lázeňských lesích nad lomem při cestě z Doubí směrem sv. Linhart 50°12′28,94″ s. š., 12°50′15,85″ v. d.       | vyhlídka je též zvána „Nad Doubím“ |
| Nad Roklí /chata/                           | Foto: 6. srpna 2019 · Kategorie „Nad Roklí (chata)“ na Wikimedia Commons                   | 1981                   | v lázeňských lesích u Beethovenovy cesty 50°12′41,86″ s. š., 12°53′39,05″ v. d.                                 | postavena na místě původního objektu |
| Pod Ottovou výšinou /vyhlídkový přístřešek/ | Foto: 18. srpna 2019 · Kategorie „Pod Ottovou výšinou (vyhlídka)“ na Wikimedia Commons     | ?                      | v lázeňských lesích pod Ottovou výšinou 50°13′38,67″ s. š., 12°53′32,53″ v. d.                                  | s výhledem přes Drahovice na Krušné hory na Ottově výšině se nachází pomník řeckého krále Otto I. |
| Pod Střelnicí /chata/                       | Foto: 6. srpna 2020 · Kategorie „Pod Střelnicí (chata)“ na Wikimedia Commons               | ?                      | v lázeňských lesích poblíž střelnice Policie České republiky 50°14′11,17″ s. š., 12°54′57,81″ v. d.             | pod mysliveckou střelnicí se v 80. letech 20. století často procházeli návštěvníci nedalekého penzionu Hubertus, a i proto se u zdejší hlavní cesty nově postavila typizovaná chata určená pro veřejnost                                        |
| Russelův srub                               | Foto: 28. srpna 2019 · Kategorie „Russelův srub“ na Wikimedia Commons                      | ?                      | v lázeňských lesích u Russelovy cesty 50°13′1,94″ s. š., 12°51′47,68″ v. d.                                     | |
| Smrkový srub                                | Foto: 6. červenec 2020 · Kategorie „Smrkový srub“ na Wikimedia Commons                     | ?                      | v lázeňských lesích u rozcestí Lesmistrovy cesty s cestou V Rokli 50°13′22,42″ s. š., 12°51′35,61″ v. d.        | |
| U Ave Maria /chata/                         | Foto: 23. července 2019 · Kategorie „U Ave Maria (chata)“ na Wikimedia Commons             | ?                      | v lázeňských lesích u Odpolední cesty 50°12′58,41″ s. š., 12°52′28,5″ v. d.                                     | kaplička, kamenný blok s deskou, na níž je nápis Ave Maria, stojí z druhé strany cesty (viz kapitola „Kaple a kapličky“) |
| U Černé Marie /chata/                       | Foto: 6. srpna 2019 · Kategorie „U Černé Marie (chata)“ na Wikimedia Commons               | 1975                   | v lázeňských lesích u Beethovenovy cesty 50°12′59,8″ s. š., 12°53′44,26″ v. d.                                  | |
| U Křížku /chata/                            | Foto: 19. července 2019 · Kategorie „U Křížku (chata)“ na Wikimedia Commons                | ?                      | v lázeňských lesích na rozcestí několika cest pod horou Aberg 50°12′20,07″ s. š., 12°51′7,25″ v. d.             | stojí poblíž zajímavé lavičky (viz kapitola „Lavičky a sedátka“), pojmenována je podle křížku (viz kapitola „Kříže a křížky“) |
| U Letiště /chata/                           | Foto: 4. srpna 2019 · Kategorie „U Letiště (chata)“ na Wikimedia Commons                   | ?                      | v lázeňských lesích u Okružní cesty poblíž rybníka Kolovák 50°11′47,86″ s. š., 12°54′9,94″ v. d.                | stojí v místě chráněného území lesních mravenců |
| U Libosadu /přístřešek/                     | Foto: 24. dubna 2023 · Kategorie „U Libosadu (shelter)“ na Wikimedia Commons               | ?                      | v lázeňských lesích u Sovovy stezky 50°13′9,73″ s. š., 12°51′44,46″ v. d.                                       | stojí poblíž lesovny Diana a obory Linhart |
| U Myslivny /chata/                          | Foto: 1. srpna 2020 · Kategorie „U Myslivny (chata)“ na Wikimedia Commons                  | 1983                   | v lázeňských lesích u sanatoria Myslivna poblíž Sovovy stezky 50°13′17,62″ s. š., 12°52′32,63″ v. d.            | |
| U Russelovy cesty /přístřešek/              | Foto: 4. července 2020 · Kategorie „Russel's Way Resting Place“ na Wikimedia Commons       | ?                      | v lázeňských lesích u rozcestí Sovovy a Russelovy cesty 50°12′54,77″ s. š., 12°51′32,55″ v. d.                  | přístřešek u krmítka pro zimní přikrmování volně žijícího drobného ptactva s instrukcemi společnosti Lázeňské lesy Karlovy Vary |
| U Vojty /altán/                             | Foto: 22. května 2019 · Kategorie „U Vojty / Na Hůrkách (chata)“ na Wikimedia Commons      | 1981                   | v lázeňských lesích u cesty na Goethovu vyhlídku 50°13′23,63″ s. š., 12°54′39,47″ v. d.                         | původní název byl „chata Na Hůrkách“; v roce 1993 z chaty zbyla jen kostra a část střechy, roku 1994 byla v rámci sponzorské akce na záchranu altánů opravena, v roce 2002 ji zrekonstruovala firma Stasko a došlo k přejmenování               |
| V Sedle /chata/                             | Foto: 18. srpna 2019 · Kategorie „V Sedle (chata)“ na Wikimedia Commons                    | ?                      | v lázeňských lesích v sedle pod Ottovou výšinou 50°13′37,09″ s. š., 12°53′36,83″ v. d.                          | na Ottově výšině se nachází pomník řeckého krále Otto I. |

## Lavičky a sedátka
| OBJEKT                                    | FOTOGRAFIE                                                                                                  | POSTAVENO           | POLOHA | POPIS A POZNÁMKY |
| ----------------------------------------- | --- | ------------------- | --- | --- |
| Allschlaraffia /lavička/                  | Foto: 30. června 2020 · Kategorie „Lavička Allschlaraffia (Karlovy Vary)“ na Wikimedia Commons              | 1935 2000 úprava    | za letním kinem 50°12′52,65″ s. š., 12°53′17,15″ v. d. | nechali zřídit členové spolku Allschlaraffia, Caroli Thermae (Reych 206) |
| Aranyho /lavička/                         | Foto: 23. července 2019 · Kategorie „János Arany Bench in Karlovy Vary“ na Wikimedia Commons                | 1906                | v lázeňských lesích v sedle pod Výšinou přátelství na rozcestí několika lesních cest, mj. Odpolední horní, Chopinovy a Findlaterovy 50°13′1,18″ s. š., 12°52′39,4″ v. d. | postavena na počest významného hosta, maďarského básníka Jánose Aranyho; u téhož rozcestí stojí dvě další zajímavosti – kaple Ecce homo a Chopinův altán |
| Básníků /lavička/                         | Foto: 5. srpna 2020 · Kategorie „Lavička Básníků (Karlovy Vary)“ na Wikimedia Commons                       | 1807                | v lázeňských lesích za Letním kinem 50°12′51,89″ s. š., 12°53′1,69″ v. d.                                                                                                | původní název Dichterbank (něm.) originální lavička, kde se scházeli karlovarští romantičtí literáti, již nestojí; na místě byla instalována běžná parková lavička |
| Exnerova (U Křížku) /lavička/             | Foto: 21. července 2019 · Kategorie „Wilhelm Exner Bench (Karlovy Vary)“ na Wikimedia Commons               | 1912                | v lázeňských lesích u rozcestí lesních cest zvaného „U Křížku“ 50°12′19,23″ s. š., 12°51′7,6″ v. d.                                                                      | kámen původní, dřevěné prvky nové; lavičku nechal postavit milovník a častý (69x) návštěvník Karlových Varů Wilhelm Exner (1840–1931), významný technik, vysokoškolský pedagog a politik, v druhé polovině 19. století též poslanec Říšské rady; na blízkém stromě je zavěšen křížek (viz kapitola „Kříže a křížky“) poblíž stojí chata „U Křížku“ (viz kapitola „Typizované či jednodušší chaty, sruby a přístřešky“) |
| Friedricha Wilhelma III. /vyhlídka/       | Foto: 21. července 2024 · Kategorie „Vyhlídka Friedricha Wilhelma III. (Karlovy Vary)“ na Wikimedia Commons | 1820                | v lázeňských lesích vysoko nad hotelem Pupp u Chotkovy pěšiny 50°13′6,28″ s. š., 12°52′35,45″ v. d.                                                                      | Dnes již zarostlou vyhlídku věnovali Karlovarští osobě, kterou si velmi oblíbili pro její majestát, sympatické vystupování a vstřícnost k běžným lidem – pruskému králi Friedrichu Wilhelmovi III. Stalo se tak v létě 1820 při králově třetím a zároveň posledním pobytu v Karlových Varech. |
| Hagenova (U Obrazu) /lavička/             | Foto: 4. července 2020 · Kategorie „Lavička Louise Hagena“ na Wikimedia Commons                             | 1919 2009 úprava    | v lázeňských lesích u rozcestí několika lesních cest, mj. cesty Přátelství a pěšiny Karla Čapka 50°12′29,71″ s. š., 12°51′24,65″ v. d.                                   | poblíž stojí kaplička U Obrazu a altán téhož jména navržena karlovarským sochařem Hugo Uherem a vytvořena karlovarským kameníkem Petrem Wolffem; městu věnoval vděčný návštěvník lázní Louis Hagen z Kolína nad Rýnem |
| Lavička Václava Havla /pamětní místo/     | Foto: 1. července 2018 · Kategorie „Lavička Václava Havla (Karlovy Vary)“ na Wikimedia Commons              | 2015                | v sadech Karla IV. 50°13′9,65″ s. š., 12°52′48,52″ v. d. | jako součást projektu „Lavička Václava Havla“ byla tato karlovarská odhalena 5. července 2015 při oslavách 50. ročníku filmového festivalu autor díla Bořek Šípek |
| Páralovo sedátko /stůl se dvěma lavicemi/ | Foto: 9. července 2021 · Kategorie „Páralovo sedátko“ na Wikimedia Commons                                  | koncem 20. století  | v lázeňských lesích poblíž chaty Rusalka 50°12′49,96″ s. š., 12°52′6,85″ v. d.                                                                                           | chata Rusalka byla oblíbeným místem spisovatele Vladimíra Párala; sedátko zde bylo vybudováno na spisovatelovu počest a připomíná jeho lásku, obdiv a úctu ke karlovarským lesům |
| P. M.Loria /sedátko/                      | Foto: 3. července 2022 · Kategorie „Loria Bench (Karlovy Vary)“ na Wikimedia Commons                        | 2. pol. 19. století | v lázeňských lesích při cestě kdysi zvané Jubilejní promenáda | sedátko si nechal ve skále vytesat milánský obchodník s nemovitostmi P. M. Loria; v Karlových Varech se léčil v letech 1868, 1869, 1871, 1872, 1885 a 1891 |
| Schwabeho /lavička/                       | Foto: 28. července 2019 · Kategorie „Schwabeho lavička (Karlovy Vary)“ na Wikimedia Commons                 | 1937                | v lázeňských lesích při Odpolední horní cestě ve výklenku opěrné zdi 50°13′1,4″ s. š., 12°52′32,95″ v. d.                                                                | kamenná lavička postavena v roce 1937 snad kameníkem Peterem Wolffem s nápisem „DOKTOR GUSTAV SCHWABE • 1854 – 1937 • ZUM GEDENKEN“ |
| U kostela svatého Lukáše /lavička/        | Foto: 7. srpna 2020 · Kategorie „Lavičky u kostela sv. Lukáše (Karlovy Vary)“ na Wikimedia Commons          | ?                   | u kostela svatého Lukáše 50°13′29,97″ s. š., 12°52′46,59″ v. d. | lavička stojí na pravé straně přístupového schodiště |
| U kostela svatého Lukáše /lavička/        | Foto: 7. srpna 2020 · Kategorie „Lavičky u kostela sv. Lukáše (Karlovy Vary)“ na Wikimedia Commons          | ?                   | u kostela svatého Lukáše 50°13′29,97″ s. š., 12°52′46,59″ v. d. | lavička stojí na levé straně přístupového schodiště |
| U Lesní pobožnosti /lavička/              | Foto: 3. července 2020 · Kategorie „Lesní pobožnost (Karlovy Vary)“ na Wikimedia Commons                    | ?                   | v lázeňských lesích na zátiší Lesní pobožnost 50°13′2,1″ s. š., 12°51′59,97″ v. d.                                                                                       | levá boční lavička oltáře Lesní pobožnosti |
| U Lesní pobožnosti /lavička/              | Foto: 3. července 2020 · Kategorie „Lesní pobožnost (Karlovy Vary)“ na Wikimedia Commons                    | ?                   | v lázeňských lesích na zátišíLesní pobožnost 50°13′2,1″ s. š., 12°51′59,97″ v. d.                                                                                        | pravá boční lavička oltáře Lesní pobožnosti |
| Wolfova /lavička/                         | Foto: 25. července 2019 · Kategorie „Wolfova lavička (Karlovy Vary)“ na Wikimedia Commons                   | 1908                | v lázeňských lesích 50°13′7,84″ s. š., 12°52′32,21″ v. d. | lavičku zdobí reliéf vlka a německý nápis „Wolf's Ruhe“ nechal postavit Adolf Wolf, velkoobchodník a obchodní rada z Mnichova je zmiňována pod různými názvy – Wolfova lavička, Vlčí lavička, Wolfovo sedátko, Wolfovo odpočívadlo, lavička s vlčicí… |

## Studánky
| OBJEKT                         | FOTOGRAFIE                                                                                           | POSTAVENO             | POLOHA | POPIS A POZNÁMKY |
| ------------------------------ | --- | --------------------- | --- | --- |
| Doubská /studánka/             | Foto: 25. června 2022 · Kategorie „Doubská studánka (Karlovy Vary)“ na Wikimedia Commons             | ?                     | na okraji lesa (místo není součástí karlovarských lázeňských lesů) pod cestou z Doubí k Svatošským skalám, 430 m n. m. 50°12′15,38″ s. š., 12°48′58,23″ v. d. | voda vyvěrá ve svahu mezi kameny a dále teče k řece Ohři; v místě byly původně pastviny, políčka a sady, v terénu jsou znatelné terasy a zbytky přerostlých ovocných stromů prorostlé náletovými dřevinami |
| Jelení pramen /studánka/       | Foto: 5. března 2022 · Kategorie „Studánka Jelení pramen“ na Wikimedia Commons                       | 2003                  | v lázeňských lesích na okraji lesa u Goethovy stezky, 400 m n. m. 50°13′5,72″ s. š., 12°52′53,67″ v. d.                                                       | prostá podzemní pitná voda |
| Lesní vřídlo /studánka/        | Foto: 28. srpna 2019 · Kategorie „Studánka Lesní vřídlo (Karlovy Vary)“ na Wikimedia Commons         | ?                     | v lázeňských lesích u Sovovy stezky, 505 m n. m. 50°12′44,43″ s. š., 12°51′15,91″ v. d.                                                                       | voda není pitná |
| Podševcovská /studánka/        | Foto: 7. března 2017 · Kategorie „Studánka Podševcovská (Karlovy Vary)“ na Wikimedia Commons         | ?                     | v lázeňských lesích u Sovovy stezky, 510 m n. m. 50°12′50,11″ s. š., 12°51′24,23″ v. d.                                                                       | voda není pitná |
| Pod Ottovou výšinou /studánka/ | Foto: 28. března 2022 · Kategorie „Studánka Pod Ottovou výšinou (Karlovy Vary)“ na Wikimedia Commons | ?                     | na okraji lázeňských lesů v ulici Tyršova, 473 m n. m. 50°13′27″ s. š., 12°53′29,19″ v. d.                                                                    | voda neteče vždy; když teče, dává pitnou prostou vodu Tato voda však, jakož i voda jiných zdrojů stejného typu, může být kdykoliv náhodně kontaminována, a proto není k pití doporučována. |
| Stříbrná /studánka/            | Foto: 6. srpna 2020 · Kategorie „Stříbrná studánka (Karlovy Vary)“ na Wikimedia Commons              | ?                     | v lázeňských lesích nad lesní cestou v Drahovicích 50°13′51,38″ s. š., 12°54′18,25″ v. d.                                                                     | vývěr vody na bezejmenné vodoteči |
| Tůňka /studánka/               | Foto: 4. srpna 2021 · Kategorie „Studánka Tůňka (Karlovy Vary)“ na Wikimedia Commons                 | ?                     | v lázeňských lesích u Tuhnické cesty, 457 m n. m. 50°12′53,36″ s. š., 12°50′27,66″ v. d.                                                                      | voda není pitná |
| V Rokli /studánka/             | Foto: 6. července 2020 · Kategorie „Studánka V Rokli (Karlovy Vary)“ na Wikimedia Commons            | ?                     | v lázeňských lesích u cesty V Rokli, 400 m n. m. 50°13′31,1″ s. š., 12°51′28,84″ v. d.                                                                        | užitková voda |
| Živá voda /studánka/           | Foto: 31. července 2019 · Kategorie „Studánka Pramen života (Karlovy Vary)“ na Wikimedia Commons     | 2000 nově zpřístupněn | v lázeňských lesích u altánu Básníků při Beethowenově stezce, 556 m n. m. 50°12′25,72″ s. š., 12°53′26,22″ v. d.                                              | roku 2000 byl u altánu Básníků nově zpřístupněn zdroj pramenité vody; úpravu zdroje financovala společnost Imperiál a. s., ředitel firmy Jiří Milský pak společně se spisovatelem Vladimírem Páralem pokřtili tento vývěr; byl nazván Živá voda, ale navzdory svému názvu není pitný zdroj je též nazýván „Pramen života“ |

## Různé ostatní
| OBJEKT                              | FOTOGRAFIE                                                                             | POSTAVENO            | POLOHA | POPIS A POZNÁMKY |
| ----------------------------------- | -------------------------------------------------------------------------------------- | -------------------- | --- | --- |
| Čertovo kopyto /skála/              | Foto: 6 July 2021 · Kategorie „Čertovo kopyto (Karlovy Vary)“ na Wikimedia Commons     | ?                    | v lázeňských lesích (474 m n. m.) na Jezdecké cestě 50°13′9,3″ s. š., 12°50′53,77″ v. d.                                      | vrchol skály v zemi; viditelnou částí je zaoblený kámen téměř trojúhelného tvaru o stranách 2 až 2,5 metru se zřetelnými stopami připomínajícími kopyto čerta |
| Na Jungmance /zvonička/             | Foto: 21. července 2019 · Kategorie „Jungmannův altán“ na Wikimedia Commons            | 2014                 | v lázeňských lesích (535 m n. m.) při Jungmannově cestě 50°11′59,97″ s. š., 12°50′34,53″ v. d.                                | dřevěná zvonička postavena pro radost a štěstí všech kolemjdoucích, ti si mohou na zvon zazvonit; vznikla při výstavbě Jungmannova altánu v rámci česko-bavorského projektu Příroda spojuje |
| Parnas /skála/                      | Foto: 27. března 2022 · Kategorie „Parnas Rock (Karlovy Vary)“ na Wikimedia Commons    | 1798 (deska s básní) | v lázeňských lesích ve svahu nad Goethovou stezkou 50°13′2,74″ s. š., 12°52′59,94″ v. d.                                      | na skále je umístěna pamětní deska s básní od francouzského emigranta A. du Faye |
| Skála kněžen /pův. Fürstinnenstein/ | Foto: 11. července 2020 · Kategorie „Skála kněžen (Karlovy Vary)“ na Wikimedia Commons | 1834                 | na okraji lázeňských lesů na malém lesním prostranství za pomníkem Friedricha Schillera 50°13′0,38″ s. š., 12°53′16,93″ v. d. | na skále bývala umístěna mramorová pamětní deska, která připomínala dvě významné návštěvy tří urozených dam z rodu někdejší panovnické dynastie Württemberků, Paulinu, královnu württemberskou, Amalii, vévodkyni saskou a dědičnou princeznu sasko-altenburskou, a Marii, arcivévodkyni rakouskou deska byla odstraněna po roce 1946 |